# Futbol'nyj Klub Šachtar Donec'k 2021-2022
Questa voce raccoglie le informazioni riguardanti il Futbol'nyj Klub Šachtar Donec'k nelle competizioni ufficiali della stagione 2021-2022.

## Maglie e sponsor
Lo sponsor tecnico per la stagione 2021-2022 è Puma. Lo sponsor di maglia è Pari Match per le competizioni nazionali, System Capital Management per le competizioni europee.
| Casa | Trasferta | Terza divisa | 1ª portiere | 2ª portiere | 3ª portiere |

## Rosa
| N. |                    | Ruolo | Calciatore       |
| -- | ------------------ | ----- | ---------------- |
| 1  | Ucraina (bandiera) | P     | Oleksij Ševčenko |
| 2  | Brasile (bandiera) | D     | Dodô             |
| 3  | Brasile (bandiera) | D     | Vitão            |
| 4  | Ucraina (bandiera) | D     | Serhij Kryvcov   |
| 5  | Brasile (bandiera) | D     | Marlon           |
| 6  | Ucraina (bandiera) | C     | Taras Stepanenko |
| 7  | Brasile (bandiera) | C     | Maycon           |
| 8  | Brasile (bandiera) | C     | Marcos Antônio   |
| 9  | Brasile (bandiera) | C     | Dentinho         |
| 10 | Ucraina (bandiera) | A     | Júnior Moraes () |
| 11 | Ucraina (bandiera) | C     | Marlos           |
| 11 | Brasile (bandiera) | A     | David Neres      |
| 12 | Ucraina (bandiera) | P     | Tymur Puzankov   |
| 14 | Brasile (bandiera) | C     | Tetê             |
| 15 | Ucraina (bandiera) | C     | Artem Bondarenko |
| 19 | Israele (bandiera) | C     | Manor Solomon    |
| 20 | Ucraina (bandiera) | C     | Mychajlo Mudryk  |

| N. |                         | Ruolo | Calciatore               |
| -- | ----------------------- | ----- | ------------------------ |
| 21 | Brasile (bandiera)      | C     | Alan Patrick             |
| 22 | Ucraina (bandiera)      | D     | Mykola Matvijenko        |
| 23 | Burkina Faso (bandiera) | A     | Lassina Traoré           |
| 25 | Ucraina (bandiera)      | C     | Heorhij Sudakov          |
| 26 | Ucraina (bandiera)      | D     | Juchym Konoplja          |
| 27 | Brasile (bandiera)      | D     | Vinícius Tobias          |
| 30 | Ucraina (bandiera)      | P     | Andrij Pjatov (capitano) |
| 31 | Brasile (bandiera)      | D     | Ismaily                  |
| 38 | Brasile (bandiera)      | A     | Pedrinho                 |
| 44 | Ucraina (bandiera)      | D     | Viktor Kornijenko        |
| 45 | Ucraina (bandiera)      | A     | Danylo Sikan             |
| 70 | Ucraina (bandiera)      | C     | Jevhen Konopljanka       |
| 77 | Ucraina (bandiera)      | D     | Valerij Bondar           |
| 81 | Ucraina (bandiera)      | P     | Anatolij Trubin          |
| 87 | Ucraina (bandiera)      | P     | Jevhen Hrycenko          |
| 99 | Brasile (bandiera)      | C     | Fernando                 |

## Calciomercato

### Sessione estiva
| Acquisti         | Acquisti               | Acquisti        | Acquisti      |
| R.               | Nome                   | da              | Modalità      |
| ---------------- | ---------------------- | --------------- | ------------- |
| D                | Bohdan Butko           | Erzurumspor FK  | fine prestito |
| D                | Marlon                 | Sassuolo        | definitivo    |
| A                | Pedrinho               | Benfica         | definitivo    |
| A                | Lassina Traoré         | Ajax            | definitivo    |
| Altre operazioni |                        |                 |               |
| R.               | Nome                   | da              | Modalità      |
| P                | Heorhij Jermakov       | Oleksandrija    | fine prestito |
| D                | Valerij Bondarenko     | Oleksandrija    | fine prestito |
| D                | Juchym Konoplja        | Desna Černihiv  | fine prestito |
| D                | Ihor Kyrjuchancev      | Mariupol'       | fine prestito |
| D                | Mark Mampassi          | Mariupol'       | fine prestito |
| D                | Eduard Sobol'          | Club Bruges     | fine prestito |
| C                | Artem Bondarenko       | Mariupol'       | fine prestito |
| C                | V″jačeslav Čurko       | Kolos Kovalivka | fine prestito |
| C                | Oleksandr Pichal'onok  | Dnipro-1        | fine prestito |
| C                | V″jačeslav Tankovs'kyj | Mariupol'       | fine prestito |
| A                | Olarenwaju Kayode      | Sivasspor       | fine prestito |
| A                | Danylo Sikan           | Mariupol'       | fine prestito |

| Cessioni         | Cessioni               | Cessioni        | Cessioni   |
| R.               | Nome                   | da              | Modalità   |
| ---------------- | ---------------------- | --------------- | ---------- |
| D                | Serhij Bolbat          | Desna Černihiv  | prestito   |
| D                | Bohdan Butko           |                 | svincolato |
| D                | Marquinhos Cipriano    | Sion            | prestito   |
| D                | Davit Khocholava       | Copenaghen      | definitivo |
| C                | Maksym Malyšev         |                 | svincolato |
| Altre operazioni |                        |                 |            |
| R.               | Nome                   | a               | Modalità   |
| P                | Heorhij Jermakov       | Oleksandrija    | prestito   |
| P                | Oleksandr Kemkin       | Mynaj           | prestito   |
| P                | Mykyta Turbajevs'kyj   | Mariupol'       | prestito   |
| D                | Valerij Bondarenko     | Vorskla         | prestito   |
| D                | Ihor Kyrjuchancev      | Oleksandrija    | prestito   |
| D                | Mark Mampassi          | Mariupol'       | prestito   |
| D                | Eduard Sobol'          | Club Bruges     | definitivo |
| C                | V″jačeslav Čurko       | Kolos Kovalivka | definitivo |
| C                | Oleksandr Pichal'onok  | Dnipro-1        | definitivo |
| C                | V″jačeslav Tankovs'kyj | Metalist        | prestito   |
| C                | Denys Šostak           | Mariupol'       | prestito   |
| A                | Olarenwaju Kayode      | Sivasspor       | prestito   |
| A                | Edvard Kobak           | Mynaj           | prestito   |
| A                | Vladyslav Vakula       | Vorskla         | prestito   |
| A                | Bohdan V"junnyk        | Mariupol'       | prestito   |

### Operazioni tra le due sessioni
| Acquisti | Acquisti | Acquisti | Acquisti |
| R.       | Nome     | da       | Modalità |
| -------- | -------- | -------- | -------- |

| Cessioni | Cessioni | Cessioni | Cessioni   |
| R.       | Nome     | da       | Modalità   |
| -------- | -------- | -------- | ---------- |
| C        | Dentinho |          | svincolato |

### Sessione invernale
| Acquisti         | Acquisti           | Acquisti       | Acquisti      |
| R.               | Nome               | da             | Modalità      |
| ---------------- | ------------------ | -------------- | ------------- |
| D                | Serhij Bolbat      | Desna Černihiv | fine prestito |
| D                | Vinícius Tobias    | Internacional  | definitivo    |
| A                | David Neres        | Ajax           | definitivo    |
| Altre operazioni |                    |                |               |
| R.               | Nome               | da             | Modalità      |
| D                | Valerij Bondarenko | Vorskla        | fine prestito |
| D                | Ihor Kyrjuchancev  | Oleksandrija   | fine prestito |
| D                | Mark Mampassi      | Mariupol'      | fine prestito |
| C                | Danylo Ihnatenko   | Dnipro-1       | fine prestito |
| A                | Vladyslav Vakula   | Vorskla        | fine prestito |

| Cessioni         | Cessioni           | Cessioni         | Cessioni   |
| R.               | Nome               | da               | Modalità   |
| ---------------- | ------------------ | ---------------- | ---------- |
| C                | Marlos             |                  | svincolato |
| C                | Jevhen Konopljanka | KS Cracovia      | svincolato |
| A                | Danylo Sikan       | Hansa Rostock    | prestito   |
| Altre operazioni |                    |                  |            |
| R.               | Nome               | da               | Modalità   |
| D                | Valerij Bondarenko | Oleksandrija     | prestito   |
| D                | Dmytro Kapinus     | Metalist 1925    | prestito   |
| D                | Mark Mampassi      | Lokomotiv Mosca  | definitivo |
| C                | Danylo Ihnatenko   | Bordeaux         | prestito   |
| A                | Danylo Hončaruk    | Mariupol'        | prestito   |
| A                | Vladyslav Vakula   | Polіssja Žytomyr | prestito   |

### Sessione straordinaria
La sessione straordinaria, iniziata il 10 marzo 2022 e conclusasi il 7 aprile successivo, è stata voluta dalla FIFA a seguito della sospensione del campionato ucraino causata dall'invasione russa dell'Ucraina, per consentire ai calciatori stranieri di poter continuare a giocare in altri campionati.
| Acquisti | Acquisti             | Acquisti  | Acquisti      |
| R.       | Nome                 | da        | Modalità      |
| -------- | -------------------- | --------- | ------------- |
| P        | Mykyta Turbajevs'kyj | Mariupol' | fine prestito |
| A        | Danylo Hončaruk      | Mariupol' | fine prestito |
| A        | Denys Svytjucha      | Mariupol' | fine prestito |
| A        | Bohdan V"junnyk      | Mariupol' | fine prestito |

| Cessioni | Cessioni             | Cessioni            | Cessioni   |
| R.       | Nome                 | da                  | Modalità   |
| -------- | -------------------- | ------------------- | ---------- |
| P        | Mykyta Turbajevs'kyj | Lokomotiva Zagabria | prestito   |
| D        | Vinícius Tobias      | Real Madrid         | prestito   |
| D        | Vitão                | Internacional       | prestito   |
| C        | Anton Hluščenko      | Alavés              | prestito   |
| C        | Maycon               | Corinthians         | prestito   |
| C        | Alan Patrick         | Internacional       | definitivo |
| C        | Tetê                 | Olympique Lione     | prestito   |
| A        | Danylo Hončaruk      | Lleida Esportiu     | prestito   |
| A        | Denys Svytjucha      | Lleida Esportiu     | prestito   |
| A        | Bohdan V"junnyk      | Zurigo              | prestito   |

## Risultati

### Prem"jer-liha

#### Girone d'andata
| Arbitro: | Kryvuškin (Charkiv) |

|                           |           |           |
| Traoré 12’ A. Patrick 34’ | Marcatori | 81’ Gopey |

| Arbitro: | Balakin (Kiev) |

|  |           |                                        |
|  | Marcatori | 73’ Traoré 85’ Dentinho 90+5’ Pedrinho |

| Arbitro: | Novochatnij (Kiev) |

|                |           |                            |
| Kornijenko 15’ | Marcatori | 6’ Tret'jakov 21’ Kovalec' |

| Arbitro: | Šandor (Leopoli) |

|                           |           |  |
| Stepanenko 49’ Traoré 80’ | Marcatori |  |

| Arbitro: | Šurman (Kiev) |

|  |           |                                            |
|  | Marcatori | 34’ Sudakov 45+6’ A. Patrick 90+4’ Solomon |

| Arbitro: | Monzul' (Charkiv) |

|               |           |                   |
| Əhmədzadə 76’ | Marcatori | 34’ (rig.) Traoré |

| Arbitro: | Kovalenko (Poltava) |

|                         |           |  |
| Fernando 15’ Traoré 87’ | Marcatori |  |

| Arbitro: | Ivanov (Makiïvka) |

|  |           |                                                |
|  | Marcatori | 18’ Sikan 20’ Mudryk 53’ Tetê 77’, 80’ Sudakov |

| Arbitro: | Bondarenko (Odessa) |

|                                                           |           |           |
| Mirošnyk 22’ (aut.) Tetê 55’ Marlos 79’ (rig.) Traoré 86’ | Marcatori | 30’ Pasič |

| Kiev 3 ottobre 2021, ore 19:30 EEST 10ª giornata | Dinamo Kiev      | 0 – 0 referto | Šachtar | Stadio Olimpico (28 073 spett.)\| Arbitro: \| Šandor (Leopoli) \| |
| Arbitro:                                         | Šandor (Leopoli) |               |         |                                                                   |

| Arbitro: | Paschal (Cherson) |

|                                                          |           |             |
| Fernando 11’, 36’ Pedrinho 28’ Tetê 71’, 90+1’ Sikan 80’ | Marcatori | 63’ Hladkyj |

| Arbitro: | Bojko (Kiev) |

|  |           |                      |
|  | Marcatori | 65’ Tetê 79’ Solomon |

| Arbitro: | Šurman (Kiev) |

|                                              |           |                 |
| Solomon 8’ Sudakov 26’ Tetê 62’ Fernando 63’ | Marcatori | 23’ Bezborod'ko |

| Arbitro: | Novochatnij (Kiev) |

|           |           |                                        |
| Il'ïn 41’ | Marcatori | 15’ Matvijenko 25’ Fernando 72’ Mudryk |

| Arbitro: | Aranovs'kyj (Kiev) |

|                         |           |  |
| M. Antônio 86’ Tetê 88’ | Marcatori |  |

#### Girone di ritorno
| Arbitro: | Šurman (Kiev) |

|  |           |          |
|  | Marcatori | 32’ Tetê |

| Arbitro: | Kovalenko (Poltava) |

|                                                                                           |           |           |
| Tetê 45’ (rig.) Pedrinho 55’ Bondarenko 77’ Marlos 84’ (rig.) Stepanenko 87’ Konoplja 90’ | Marcatori | 17’ Antwi |

| Arbitro: | Šandor (Leopoli) |

|             |           |                           |
| Kožuško 63’ | Marcatori | 70’ Solomon 77’ J. Moraes |

| Charkiv 26 febbraio 2022 19ª giornata | Metalist 1925 | – (annullata) | Šachtar | Stadio Metalist |

| Kiev 6 marzo 2022 20ª giornata | Šachtar | – (annullata) | Čornomorec' | Stadio Olimpico |

| Kiev 12 marzo 2022 21ª giornata | Šachtar | – (annullata) | Mynaj | Stadio Olimpico |

| Dnipro 19 marzo 2022 22ª giornata | Dnipro-1 | – (annullata) | Šachtar | Dnipro Arena |

| Kiev 2 aprile 2022 23ª giornata | Šachtar | – (annullata) | Mariupol' | Stadio Olimpico |

| Luc'k 9 aprile 2022 24ª giornata | Veres Rivne | – (annullata) | Šachtar | Stadio Avanhard |

| Kiev 16 aprile 2022 25ª giornata | Šachtar | – (annullata) | Dinamo Kiev | Stadio Olimpico |

| Zaporižžja 23 aprile 2022 26ª giornata | Zorja | – (annullata) | Šachtar | Slavutyč-Arena |

| Kiev 30 aprile 2022 27ª giornata | Šachtar | – (annullata) | Vorskla | Stadio Olimpico |

| Černihiv 7 maggio 2022 28ª giornata | Desna Černihiv | – (annullata) | Šachtar | Stadio Černihiv |

| Kiev 14 maggio 2022 29ª giornata | Šachtar | – (annullata) | Kolos Kovalivka | Stadio Olimpico |

| Leopoli 21 maggio 2022 30ª giornata | Ruch L'viv | – (annullata) | Šachtar | Arena L'viv |

### Coppa d'Ucraina
| Arbitro: | Šandor (Leopoli) |

|  |           |                                          |
|  | Marcatori | 65’ Fernando 72’ M. Antônio 82’ Dentinho |

| Leopoli 2 marzo 2022 Quarti di finale | L'viv | – (annullata) | Šachtar | Arena L'viv |

### Champions League

#### Terzo turno preliminare
| Arbitro: | Sidīropoulos |

|             |           |                                |
| Onuachu 39’ | Marcatori | 63’ (rig.) Tetê 81’ A. Patrick |

| Arbitro: | Kovács |

|                           |           |             |
| Traoré 27’ M. Antônio 76’ | Marcatori | 90’ Dessers |

#### Spareggi
| Arbitro: | Makkelie |

|  |           |              |
|  | Marcatori | 19’ Pedrinho |

| Arbitro: | Taylor |

|                                |           |                     |
| Marlos 74’ Aguilar 114’ (aut.) | Marcatori | 18’, 39’ Ben Yedder |

#### Fase a gironi
| Arbitro: | Aytekin |

|                        |           |  |
| Traoré 16’ Yansane 62’ | Marcatori |  |

| Kiev 28 settembre 2021, ore 19:45 EEST Gruppo D - 2ª giornata | Šachtar | 0 – 0 referto | Inter | Stadio Olimpico (26 170 spett.)\| Arbitro: \| Kovács \| |
| Arbitro:                                                      | Kovács  |               |       |                                                         |

| Arbitro: | Jovanović |

|  |           |                                                                |
|  | Marcatori | 37’ (aut.) Kryvcov 51’, 56’ Vinícius 64’ Rodrygo 90+1’ Benzema |

| Arbitro: | Bastien |

|                  |           |              |
| Benzema 14’, 61’ | Marcatori | 39’ Fernando |

| Arbitro: | Hațegan |

|                |           |  |
| Džeko 61’, 67’ | Marcatori |  |

| Arbitro: | Rumšas |

|              |           |               |
| Fernando 42’ | Marcatori | 90+3’ Nikolov |

### Supercoppa
| Arbitro: | Kovalenko (Poltava) |

|                                |           |  |
| Traoré 30’, 54’ A. Patrick 61’ | Marcatori |  |

## Statistiche

### Statistiche di squadra
| Competizione         | Punti | In casa | In casa | In casa | In casa | In casa | In casa | In trasferta | In trasferta | In trasferta | In trasferta | In trasferta | In trasferta | Totale | Totale | Totale | Totale | Totale | Totale | DR  |
| Competizione         | Punti | G       | V       | N       | P       | Gf      | Gs      | G            | V            | N            | P            | Gf           | Gs           | G      | V      | N      | P      | Gf     | Gs     | DR  |
| -------------------- | ----- | ------- | ------- | ------- | ------- | ------- | ------- | ------------ | ------------ | ------------ | ------------ | ------------ | ------------ | ------ | ------ | ------ | ------ | ------ | ------ | --- |
| Prem"jer-liha        | 47    | 9       | 8       | 0       | 1       | 29      | 7       | 9            | 7            | 2            | 0            | 20           | 3            | 18     | 15     | 2      | 1      | 49     | 10     | +39 |
| Coppa d'Ucraina      | -     | 0       | 0       | 0       | 0       | 0       | 0       | 1            | 1            | 0            | 0            | 3            | 0            | 1      | 1      | 0      | 0      | 3      | 0      | +3  |
| Champions League     | 2     | 5       | 1       | 3       | 1       | 5       | 9       | 5            | 2            | 0            | 3            | 4            | 7            | 10     | 3      | 3      | 4      | 9      | 16     | -7  |
| Supercoppa d'Ucraina | -     | -       | -       | -       | -       | -       | -       | 1            | 1            | 0            | 0            | 3            | 0            | 1      | 1      | 0      | 0      | 3      | 0      | +3  |
| Totale               | 49    | 14      | 9       | 3       | 2       | 34      | 16      | 16           | 11           | 2            | 3            | 30           | 10           | 40     | 20     | 5      | 5      | 64     | 26     | +38 |

### Andamento in campionato
| Giornata  | 1 | 2 | 3 | 4 | 5 | 6 | 7 | 8 | 9 | 10 | 11 | 12 | 13 | 14 | 15 | 16 | 17 | 18 | 19 | 20 | 21 | 22 | 23 | 24 | 25 | 26 | 27 | 28 | 29 | 30 |
| --------- | - | - | - | - | - | - | - | - | - | -- | -- | -- | -- | -- | -- | -- | -- | -- | -- | -- | -- | -- | -- | -- | -- | -- | -- | -- | -- | -- |
| Luogo     | C | T | C | C | T | T | C | T | C | T  | C  | T  | C  | T  | C  | T  | C  | T  | T  | C  | C  | T  | C  | T  | C  | T  | C  | T  | C  | T  |
| Risultato | V | V | P | V | V | N | V | V | V | N  | V  | V  | V  | V  | V  | V  | V  | V  |    |    |    |    |    |    |    |    |    |    |    |    |
| Posizione | 3 | 2 | 7 | 3 | 2 | 2 | 2 | 2 | 2 | 2  | 2  | 2  | 2  | 1  | 2  | 2  | 1  | 1  |    |    |    |    |    |    |    |    |    |    |    |    |

Legenda:

Luogo: C = Casa; T = Trasferta. Risultato: V = Vittoria; N = Pareggio; P = Sconfitta.

### Statistiche dei giocatori
Sono in corsivo i calciatori che hanno lasciato la società a stagione in corso.
| Giocatore      | Prem"jer-Liha | Prem"jer-Liha | Prem"jer-Liha | Prem"jer-Liha | Coppa d'Ucraina | Coppa d'Ucraina | Coppa d'Ucraina | Coppa d'Ucraina | UEFA Champions League | UEFA Champions League | UEFA Champions League | UEFA Champions League | Supercoppa d'Ucraina | Supercoppa d'Ucraina | Supercoppa d'Ucraina | Supercoppa d'Ucraina | Totale   | Totale | Totale      | Totale     |
| Giocatore      | Presenze      | Reti          | Ammonizioni   | Espulsioni    | Presenze        | Reti            | Ammonizioni     | Espulsioni      | Presenze              | Reti                  | Ammonizioni           | Espulsioni            | Presenze             | Reti                 | Ammonizioni          | Espulsioni           | Presenze | Reti   | Ammonizioni | Espulsioni |
| -------------- | ------------- | ------------- | ------------- | ------------- | --------------- | --------------- | --------------- | --------------- | --------------------- | --------------------- | --------------------- | --------------------- | -------------------- | -------------------- | -------------------- | -------------------- | -------- | ------ | ----------- | ---------- |
| M. Antônio     | 17            | 1             | 2             | 0             | 1               | 1               | 0               | 0               | 9                     | 1                     | 1                     | 0                     | 1                    | 0                    | 0                    | 0                    | 28       | 3      | 3           | 0          |
| V. Bondar      | 7             | 0             | 1             | 0             | 0               | 0               | 0               | 0               | 1                     | 0                     | 0                     | 0                     | 0                    | 0                    | 0                    | 0                    | 8        | 0      | 1           | 0          |
| A. Bondarenko  | 6             | 1             | 1             | 0             | 1               | 0               | 0               | 0               | 2                     | 0                     | 0                     | 0                     | 0                    | 0                    | 0                    | 0                    | 9        | 1      | 1           | 0          |
| Dentinho       | 4             | 1             | 0             | 0             | 1               | 1               | 0               | 0               | 2                     | 0                     | 1                     | 0                     | 0                    | 0                    | 0                    | 0                    | 7        | 2      | 1           | 0          |
| Dodô           | 14            | 0             | 1             | 1             | 1               | 0               | 0               | 0               | 10                    | 0                     | 1                     | 0                     | 1                    | 0                    | 0                    | 0                    | 26       | 0      | 2           | 1          |
| Fernando       | 7             | 5             | 2             | 0             | 1               | 1               | 0               | 0               | 6                     | 2                     | 2                     | 0                     | 0                    | 0                    | 0                    | 0                    | 14       | 8      | 4           | 0          |
| Ismaily        | 12            | 0             | 1             | 0             | 1               | 0               | 0               | 0               | 7                     | 0                     | 0                     | 0                     | 1                    | 0                    | 0                    | 0                    | 21       | 0      | 1           | 0          |
| J. Konoplja    | 9             | 1             | 0             | 0             | 1               | 0               | 1               | 0               | 0                     | 0                     | 0                     | 0                     | 1                    | 0                    | 0                    | 0                    | 11       | 1      | 1           | 0          |
| J. Konopljanka | 0             | 0             | 0             | 0             | 0               | 0               | 0               | 0               | 2                     | 0                     | 0                     | 0                     | 0                    | 0                    | 0                    | 0                    | 2        | 0      | 0           | 0          |
| V. Kornijenko  | 10            | 1             | 0             | 0             | 1               | 0               | 0               | 0               | 2                     | 0                     | 0                     | 0                     | 0                    | 0                    | 0                    | 0                    | 13       | 1      | 0           | 0          |
| S. Kryvcov     | 7             | 0             | 3             | 0             | 1               | 0               | 0               | 0               | 4                     | 0                     | 1                     | 0                     | 1                    | 0                    | 1                    | 0                    | 13       | 0      | 5           | 0          |
| Marlon         | 12            | 0             | 3             | 1             | 0               | 0               | 0               | 0               | 9                     | 0                     | 2                     | 0                     | 1                    | 0                    | 1                    | 0                    | 22       | 0      | 6           | 1          |
| Marlos         | 14            | 2             | 2             | 0             | 1               | 0               | 0               | 0               | 10                    | 1                     | 0                     | 0                     | 1                    | 0                    | 0                    | 0                    | 26       | 3      | 2           | 0          |
| M. Matvijenko  | 14            | 1             | 0             | 0             | 0               | 0               | 0               | 0               | 8                     | 0                     | 0                     | 0                     | 1                    | 0                    | 0                    | 0                    | 23       | 1      | 0           | 0          |
| Maycon         | 15            | 0             | 1             | 0             | 0               | 0               | 0               | 0               | 10                    | 0                     | 1                     | 0                     | 1                    | 0                    | 0                    | 0                    | 26       | 0      | 2           | 0          |
| J. Moraes      | 1             | 1             | 0             | 0             | 0               | 0               | 0               | 0               | 0                     | 0                     | 0                     | 0                     | 0                    | 0                    | 0                    | 0                    | 1        | 1      | 0           | 0          |
| M. Mudryk      | 11            | 2             | 1             | 0             | 1               | 0               | 0               | 0               | 7                     | 0                     | 1                     | 0                     | 0                    | 0                    | 0                    | 0                    | 19       | 2      | 2           | 0          |
| D. Neres       | 0             | 0             | 0             | 0             | 0               | 0               | 0               | 0               | 0                     | 0                     | 0                     | 0                     | 0                    | 0                    | 0                    | 0                    | 0        | 0      | 0           | 0          |
| A. Patrick     | 11            | 2             | 1             | 0             | 0               | 0               | 0               | 0               | 8                     | 1                     | 1                     | 0                     | 1                    | 1                    | 1                    | 0                    | 20       | 4      | 3           | 0          |
| Pedrinho       | 11            | 3             | 2             | 0             | 0               | 0               | 0               | 0               | 7                     | 1                     | 1                     | 0                     | 1                    | 0                    | 1                    | 0                    | 19       | 4      | 4           | 0          |
| A. Pjatov      | 6             | -2            | 0             | 0             | 1               | 0               | 0               | 0               | 4                     | -4                    | 0                     | 0                     | 1                    | 0                    | 0                    | 0                    | 12       | -6     | 0           | 0          |
| O. Ševčenko    | 0             | 0             | 0             | 0             | 0               | 0               | 0               | 0               | 1                     | -1                    | 0                     | 0                     | 0                    | 0                    | 0                    | 0                    | 1        | -1     | 0           | 0          |
| D. Sikan       | 11            | 2             | 2             | 0             | 0               | 0               | 0               | 0               | 2                     | 0                     | 0                     | 0                     | 1                    | 0                    | 0                    | 0                    | 14       | 2      | 2           | 0          |
| M. Solomon     | 15            | 4             | 0             | 0             | 1               | 0               | 0               | 0               | 8                     | 0                     | 1                     | 0                     | 1                    | 0                    | 0                    | 0                    | 25       | 4      | 1           | 0          |
| T. Stepanenko  | 13            | 2             | 1             | 0             | 0               | 0               | 0               | 0               | 8                     | 0                     | 1                     | 0                     | 1                    | 0                    | 0                    | 0                    | 22       | 2      | 2           | 0          |
| H. Sudakov     | 10            | 4             | 0             | 0             | 1               | 0               | 0               | 0               | 3                     | 0                     | 1                     | 0                     | 0                    | 0                    | 0                    | 0                    | 14       | 4      | 1           | 0          |
| Tetê           | 17            | 9             | 3             | 0             | 1               | 0               | 0               | 0               | 10                    | 1                     | 1                     | 0                     | 0                    | 0                    | 0                    | 0                    | 28       | 10     | 4           | 0          |
| V. Tobias      | 0             | 0             | 0             | 0             | 0               | 0               | 0               | 0               | 0                     | 0                     | 0                     | 0                     | 0                    | 0                    | 0                    | 0                    | 0        | 0      | 0           | 0          |
| L. Traoré      | 7             | 6             | 1             | 0             | 0               | 0               | 0               | 0               | 6                     | 1                     | 0                     | 0                     | 1                    | 2                    | 0                    | 0                    | 14       | 9      | 1           | 0          |
| A. Trubin      | 12            | -8            | 0             | 0             | 0               | 0               | 0               | 0               | 6                     | -11                   | 1                     | 0                     | 0                    | 0                    | 0                    | 0                    | 18       | -19    | 1           | 0          |
| Vitão          | 9             | 0             | 0             | 0             | 1               | 0               | 0               | 0               | 5                     | 0                     | 2                     | 0                     | 0                    | 0                    | 0                    | 0                    | 15       | 0      | 2           | 0          |